# Филетоле (Пиза)
Филетоле је насеље у Италији у округу Пиза, региону Тоскана.
Према процени из 2011. у насељу је живело 1382 становника. Насеље се налази на надморској висини од 9 м.